# Nordiska Kompaniet

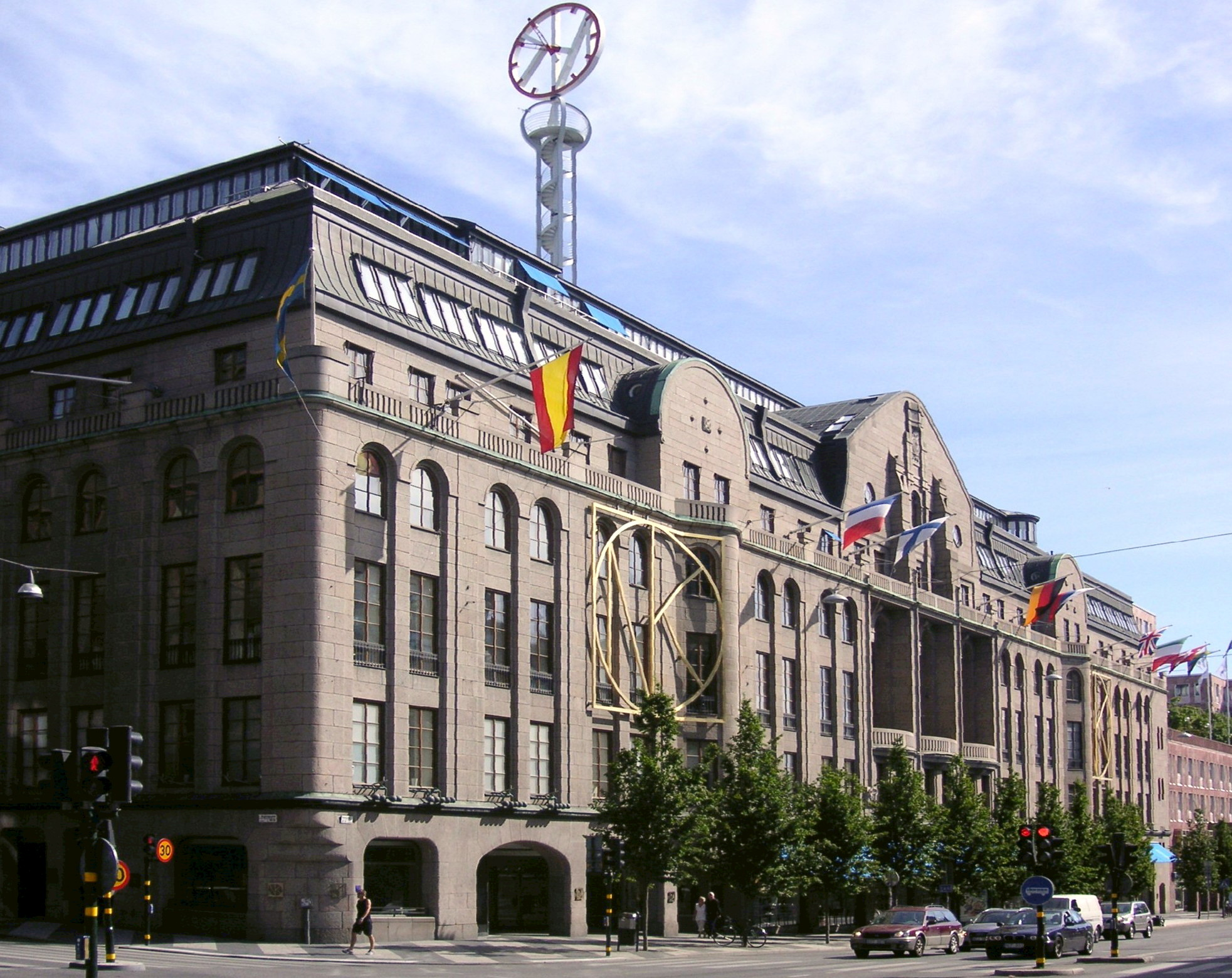
L'edificio a Stoccolma.

Nordiska Kompaniet, o NK (pronunciato "n-ko"), letteralmente "la società nordica", è il nome di due grandi magazzini svedesi ubicati a Stoccolma e Göteborg. Il primo è stato aperto a Stoccolma nel 1902 da Josef Sachs, che aveva l'ambizione di eguagliare l'architettura dei magazzini di altre capitali europee.
Il 21 settembre del 1915, l'edificio specialmente progettato per NK fu aperto nei pressi del parco Kungsträdgården nel centro di Stoccolma. È stato disegnato dal maestro svedese di Art Nouveau, Ferdinand Boberg, che si è ispirato dei grandi magazzini degli Stati Uniti fatti di una struttura interna in acciaio e una facciata in granito. 
Nel 1954, un'insegna composta di un tubo di neon circolari di sette metri di diametro è stata installata, riproducendo su un lato il logo NK, e l'altro un orologio. Pesa quattro tonnellate ed è arroccato a 87 metri dal suolo. Si gira su se stesso alla velocità di quattro giri al minuto. 
Il negozio di Stoccolma è attualmente frequentato da circa dodici milioni di persone l'anno, mentre quello di Göteborg da circa tre milioni. E le due negozi insieme danno lavoro a circa 1.200 persone.
Il ministro degli Esteri svedese Anna Lindh, è stata assassinata nel negozio NK di Stoccolma il 10 settembre 2003. 

## Galleria d'immagini

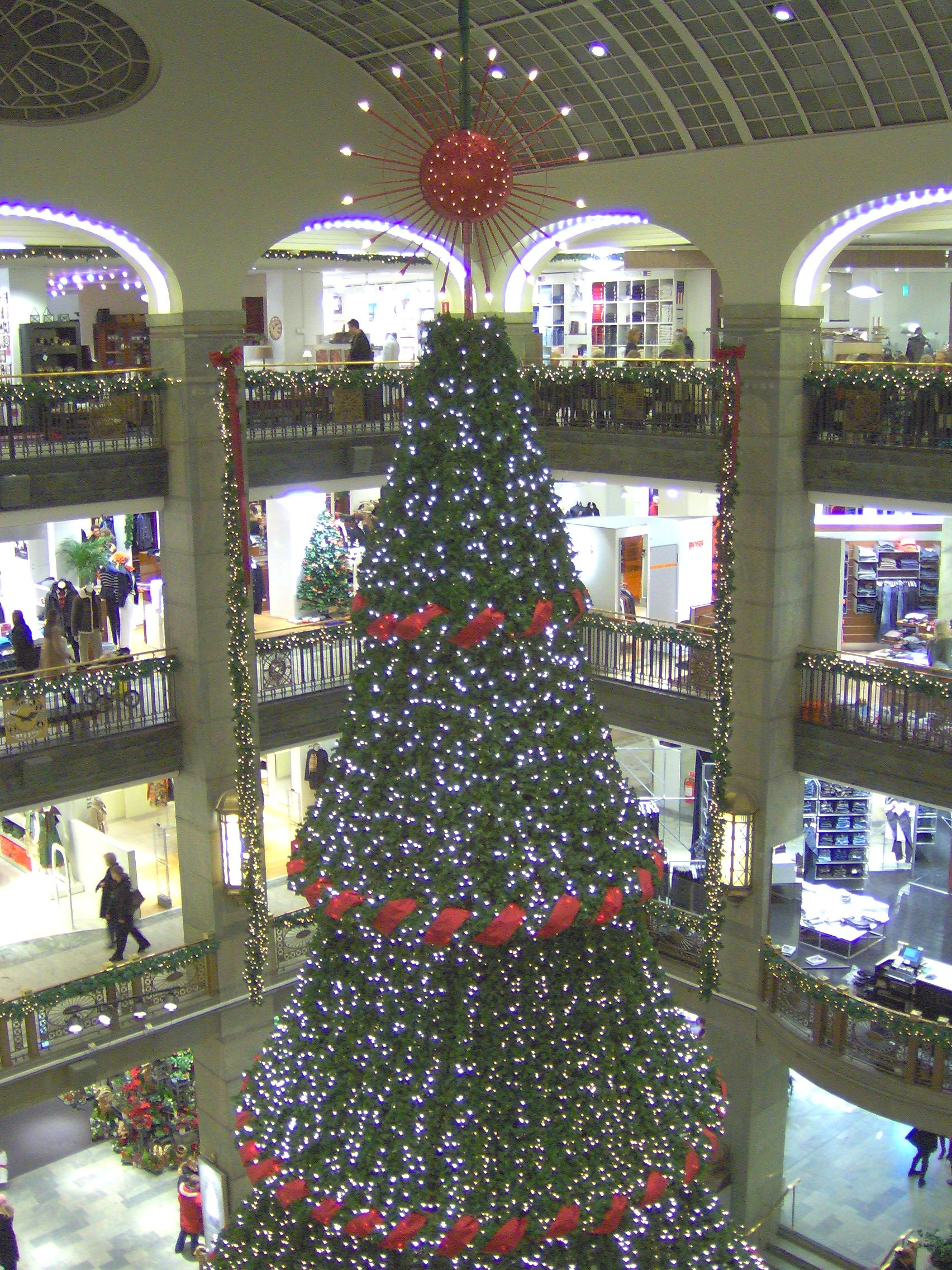
Albero di Natale nell'atrio
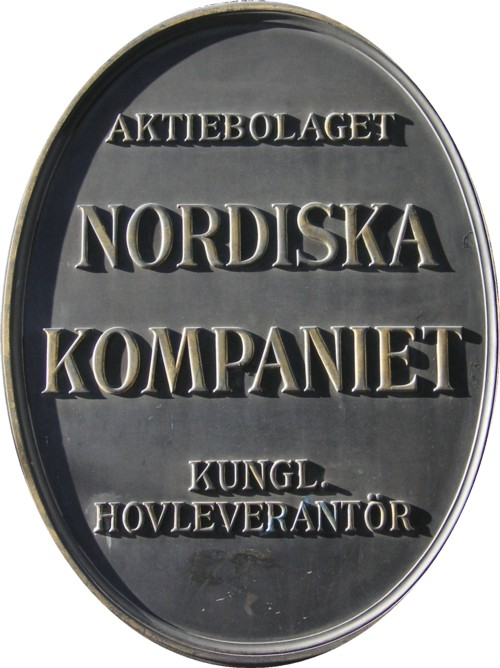
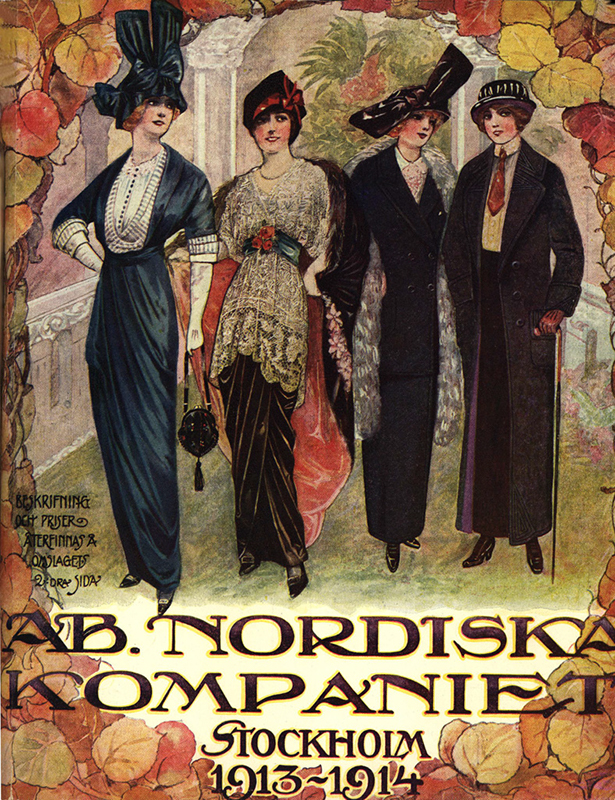
Copertina del catalogo 1913-1914